# 台山站
台山站位于广东省江门市台山市台城街道南坑村委会永隆村，是深湛铁路沿线的一个车站，2018年7月1日随深湛铁路江茂段开通一并启用。本站也是在新宁铁路拆除后台山市唯一一座火车站。日后将会成为集铁路，汽车客运，轻轨为一身的交通枢纽。

## 历史

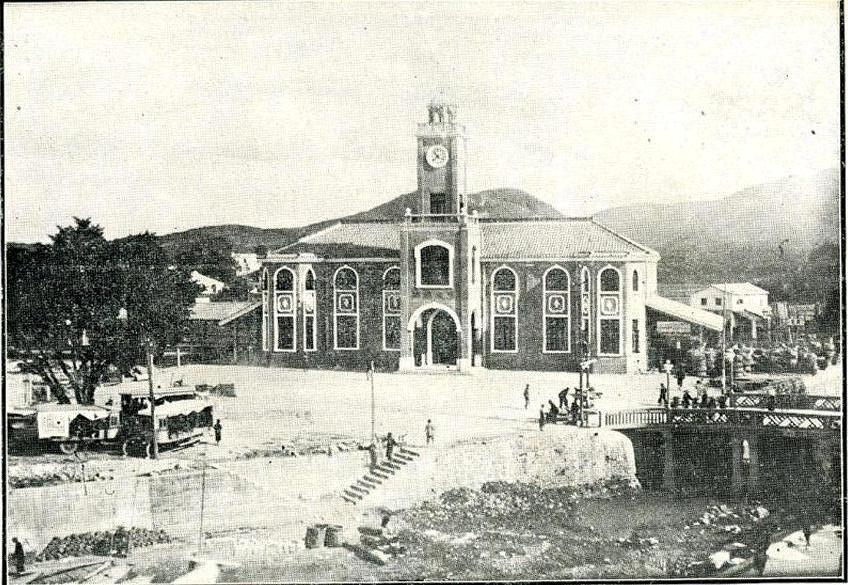
台山站站房设计方案取材对象为原新宁铁路宁城车站

本站曾在规划之初命名“江门西站”，然而遭到各方面的反对而作罢。2013年，深圳至茂名铁路项目的规划建设获国家发改委批复，该方案包括在台山工业新城设置的台山站，而台山市此前已预留铁路相关建设用地及通道。2014年12月中旬，台山站随深湛铁路台山段一同开工新建。
台山境内曾有新宁铁路经过，其总站宁城车站的站房则仿照西雅圖国王街站建设，但新宁铁路于1938年被国民政府下令拆毁，宁城车站站房改作台山汽车站，后于1995年3月被拆除。深茂铁路台山段开工后，台山市城乡规划局确定台山站站房的设计方案参照原新宁铁路宁城车站的外观，并于2015年2月上旬至3月31日向社会公众进行相关图片、文字资料和实物等史料的征集活动。
台山站的站房于2016年开工，2018年6月下旬基本完工。2018年7月1日，台山站正式启用，单日有29班列车在该站停靠。

## 车站结构

### 站房
台山站站房建筑面积约8000平方米，站台建筑面积约12000平方米。其中站房是一幢外观为红墙绿瓦的欧式建筑，其设计方案是以原新宁铁路台山站为原型。大楼正中为一幢中间刻有“台山站”三字的钟楼，大楼大厅采用挑高设计，首层超过10米，两侧为横明竖隐玻璃幕墙。站房大楼南侧为站前广场，北侧为站台。车站停车场提供小车停车位110个、摩托车停车位210个。车站广场东西两侧为人行长廊，旅客可经由长廊直接进入售票大厅。

### 站场配置

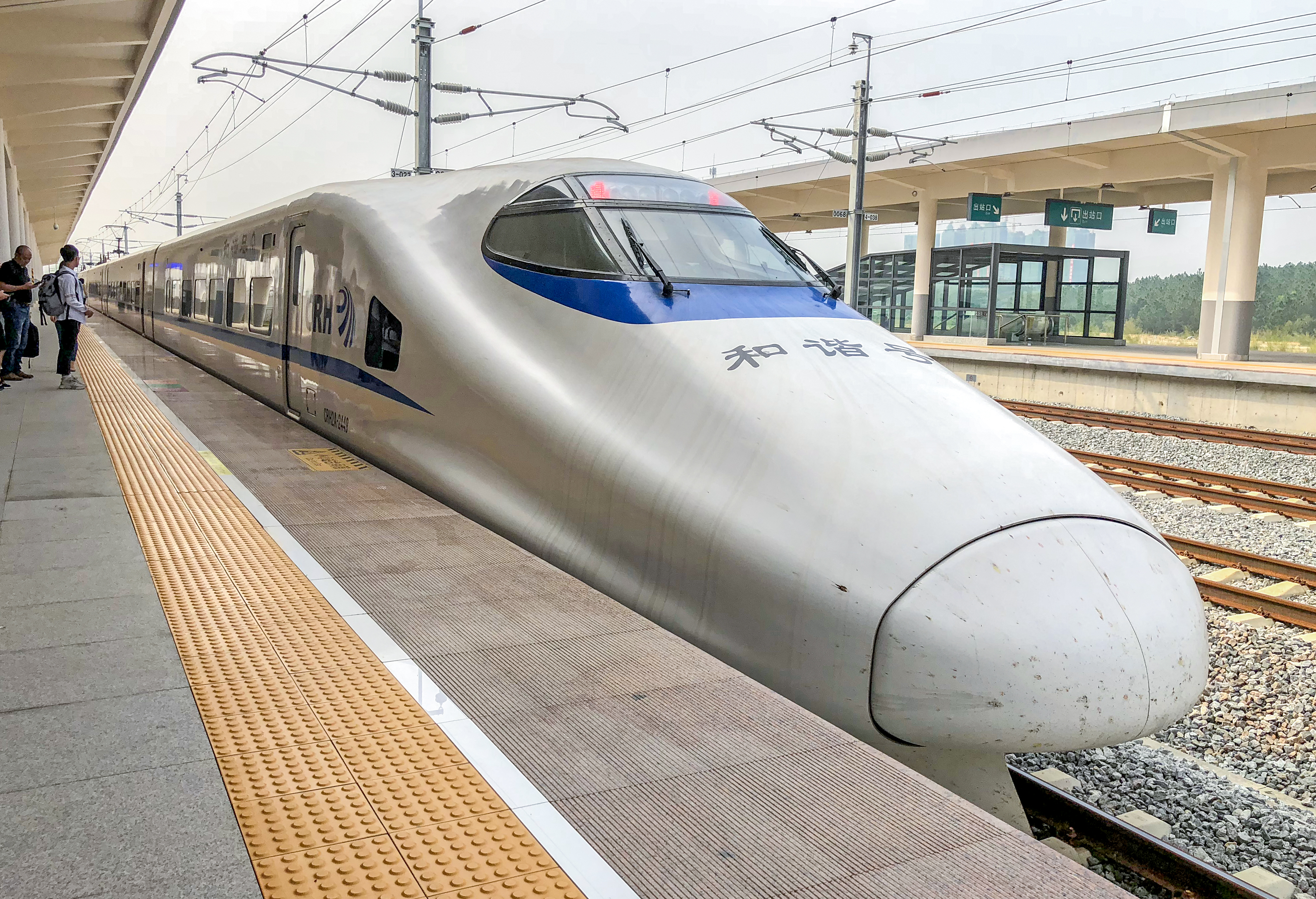
站台

台山站设有2座站台、5条到发线。
| 2F | 3站台    | 深湛铁路 往深圳北方向（双水镇） |
| 2F | 島式月台 |                                 |
| 2F | 2站台    | 深湛铁路 往深圳北方向（双水镇） |
| 2F | 通过线   | 深湛铁路 上行列车               |
| 2F | 通过线   | 深湛铁路 下行列车               |
| 2F | 1站台    | 深湛铁路 往湛江西方向（开平南） |
| 2F | 側式月台 |                                 |
| 2F | 站房     | 进站口、候车、检票              |
| 1F | 站房     | 进出站地道                      |
| 1F | 站前广场 | 停车场、公交站                  |

## 对外交通

### 公路
站前大道长约6公里，可通至 陈宜禧路。

## 接駁交通
| 巴士 \| 编号 \| 编号 \| 线路 \| 线路 \| 线路 \| 收费 \| 运营商 \| 备注 \| \| ------ \| ---- \| ---------- \| ------ \| -------- \| ----- \| -------- \| ---- \| \| \| 802 \| 台山火车站 \| 全程 ⇆ \| 万达广场 \| 2–3元 \| 台山公汽 \| \| \| 短线 → \| 802 \| 台山火车站 \| 南门 \| \| 2–3元 \| 台山公汽 \| \| |      |            |        |          |       |          |      |
| 编号 | 编号 | 线路       | 线路   | 线路     | 收费  | 运营商   | 备注 |
| | 802  | 台山火车站 | 全程 ⇆ | 万达广场 | 2–3元 | 台山公汽 |      |
| 短线 → | 802  | 台山火车站 | 南门   |          | 2–3元 | 台山公汽 |      |

### 旅遊線
台山高鐵站←•→梅家大院←•→川島山咀港←•→五豐村全線設八个站點。